# Crafty (illustrateur)
Pour les articles homonymes, voir Crafty.
Crafty,  de son vrai nom Victor Eugène Géruzez (Paris, 24 mai 1840 - Saint-Martin-de-Nigelles, 26 mai 1906), est un littérateur et dessinateur humoristique français, spécialisé dans les livres sur les chevaux et la chasse. 

## Biographie
Il est le fils de Nicolas Eugène Géruzez et de Désirée- Antoinette Sales. Il épouse le 7 mars 1874 à Paris Louise Marguerite Gabrielle Vavin fille d'Alexis Vavin dont il aura deux enfants, Jeanne Claire Hélène et Jean Pierre Eugène.
Élève de Charles Gleyre, il participa au Salon de Paris à partir de 1877. 
Il fournit ses premiers dessins à la revue Le Centaure créée par Léon Crémière, qui éditera  ses deux premiers ouvrages, Snob à Paris et  Snob à l'exposition.
Il collabore par la suite à plusieurs revues, journaux et publications dont Le Journal amusant, La Vie parisienne, L’Éclipse, Graphic, L’Esprit follet, ou encore Le Journal pour rire. 
On lui doit également plusieurs illustrations d’ouvrages dont Les Chats de  Champfleury (1870) et Enfants d’Alphonse Daudet (1873). Il illustra aussi un  livre de son frère Paul.
Ses œuvres originales sont fortement recherchées. 

## Œuvres
- Snob à Paris, par Crafty (1866) Léon Crémière éditeur 28 rue de Laval à Paris. Snob à l’Exposition

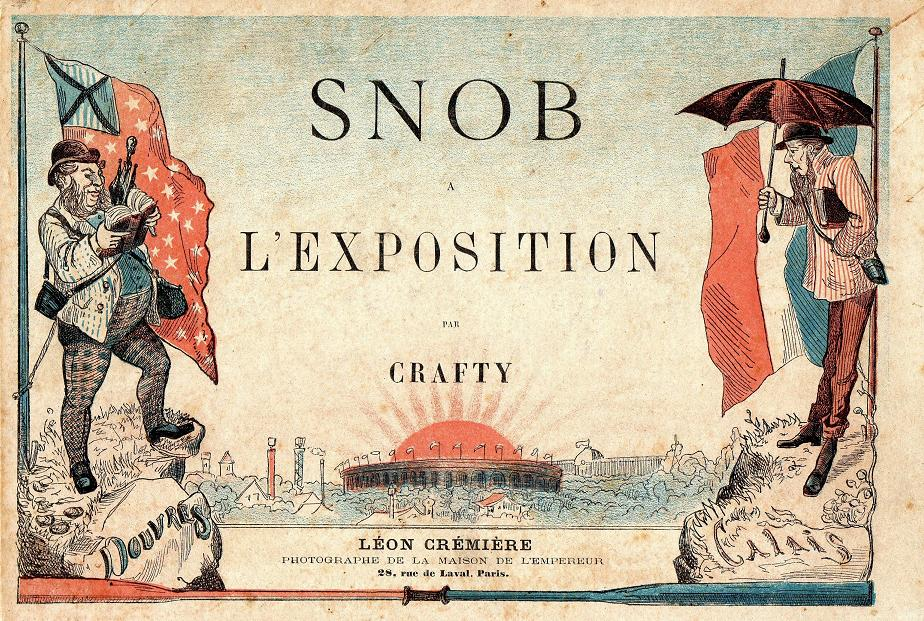
Snob à l’Exposition

- Snob à l'Exposition, par Crafty (1867) Léon Crémière éditeur 28 rue de Laval à Paris,
- Paris à cheval, texte et dessins par Crafty, avec une préface par Gustave Droz (1883) Paris, E. Plon et Cie, Imprimeurs-Éditeurs, Rue Garancière, 10
- E. de Mandat-Grancey " Dans les montagnes rocheuses ", ill. de Crafty, Librairie Plon, Paris, 1884
- La Province à cheval, texte et dessins, par Crafty (1885) Paris, Librairie Plon, E. Plon, Nourrit et Cie, Imprimeurs-Éditeurs, 10, Rue Garancière
- L'Équitation puérile et honnête, petit traité à la plume et au pinceau, par Crafty (1886) E. Plon, Nourrit et Cie, Imprimeurs-Éditeurs, 10 Rue Garancière, Paris
- La Chasse à tir, notes et croquis, par Crafty (1887)
- La Chasse à courre, notes et croquis, par Crafty (1888) E. Plon, Nourrit et Cie, Imprimeurs-Éditeurs, 8 et 10 Rue Garancière, Paris
- Album Crafty. Les Chiens (1890)
- Album Crafty. Croquis parisiens. Les Chevaux (1890) E. Plon, Nourrit et Cie, Imprimeurs-Éditeurs, 8 et 10 Rue Garancière, Paris
- Paris au Bois, texte et croquis, par Crafty (1890) Paris, E. Plon et Cie, Imprimeurs-Éditeurs, Rue Garancière, 10
- Album Crafty. Quadrupèdes et bipèdes (1893)
- À travers Paris, texte et dessins, par Crafty (1894) Librairie Plon, E. Plon, Nourrit et Cie, Imprimeurs-Éditeurs, Rue Garancière, 10, ParisChasse à courre

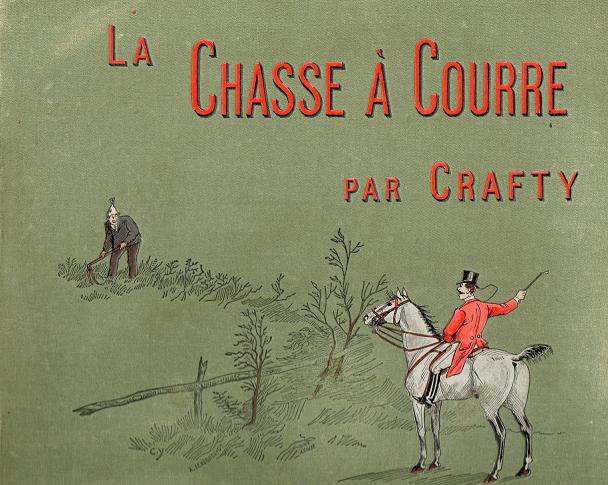
Chasse à courre

- Anciens et nouveaux sports. Paris sportif, texte et dessins par Crafty (1896) Librairie Plon, E. Plon, Nourrit et Cie, Imprimeurs-Éditeurs, Rue Garancière, 10, Paris
- Sur le Turf, texte et dessins, par Crafty. Courses plates et steeple-chases (1899) E. Plon, Nourrit et Cie, Imprimeurs-Éditeurs, 10, Rue Garancière, Paris
- Album Crafty. Croquis parisiens (s. d.)
- Dressage et menage par le Comte de Comminges, Capitaine au 15e Chasseurs, Dessins de Crafty (1901) Plon-Nourrit et Cie, Imprimeurs-Éditeurs, Rue Garancière, 8, Paris